# Candra Wijaya
Candra Wijaya, född 16 september 1975 i Cirebon, är en indonesisk idrottare som tog guld i badminton tillsammans med Tony Gunawan vid olympiska sommarspelen 2000 i Sydney.